# Duque de Cadaval
Duque de Cadaval é um título nobiliárquico com Honras de Parente criado pelo Rei D. João IV, por Decreto de 26 de Abril de 1648, a favor de D. Nuno Álvares Pereira de Melo, 4.º Marquês de Ferreira e 5.º Conde de Tentúgal, filho de D. Francisco de Melo, 3.º Marquês de Ferreira, um dos sustentáculos da Restauração de 1640.
Este título, com Honras de Parente e tratamento de sobrinho d´El-Rei, é considerado um dos mais ilustres de Portugal. O Palácio dos Duques de Cadaval, em Évora, solar desta histórica Casa mantém-se até hoje na posse da família. 
É atual representante D. Diana Álvares Pereira de Melo.

## História
A Casa de Cadaval tem a mesma varonia que a Casa Real de Bragança, já que descende da Casa de Bragança por D. Álvaro de Bragança, 4.º filho de D. Fernando I, 2.º Duque de Bragança, e de sua mulher, a Duquesa D. Joana de Castro, filha de D. João de Castro, 2.º Senhor do Cadaval. O Senhorio do Cadaval foi criado a 30 de Abril de 1388.
Todos os Duques de Cadaval descendem por isso de:
- D. Afonso Henriques, através de D. Afonso I, 1.º duque de Bragança, filho natural de D. João I;
- D. Nuno Álvares Pereira, o Santo Condestável, cuja filha única D. Beatriz Pereira de Alvim casou com o 1.º duque de Bragança.

Sobre a Casa de Cadaval, diz Túlio Espanca: 
É esta Casa das mais nobres do Reino; tem a mesma varonia que a de Bragança, porque descende de D. Álvaro, 4.º filho de D. Fernando, 2.º duque de Bragança e de sua mulher, D. Joana de Castro, filha de D. João de Castro, Senhor de Cadaval. Na descendência de D. Álvaro, contam-se os títulos de duque de Cadaval, marquês de Ferreira e conde de Tentúgal, no país; e em Espanha, os de duque de Verágua, marquês de Vilhescas e conde de Gelves.

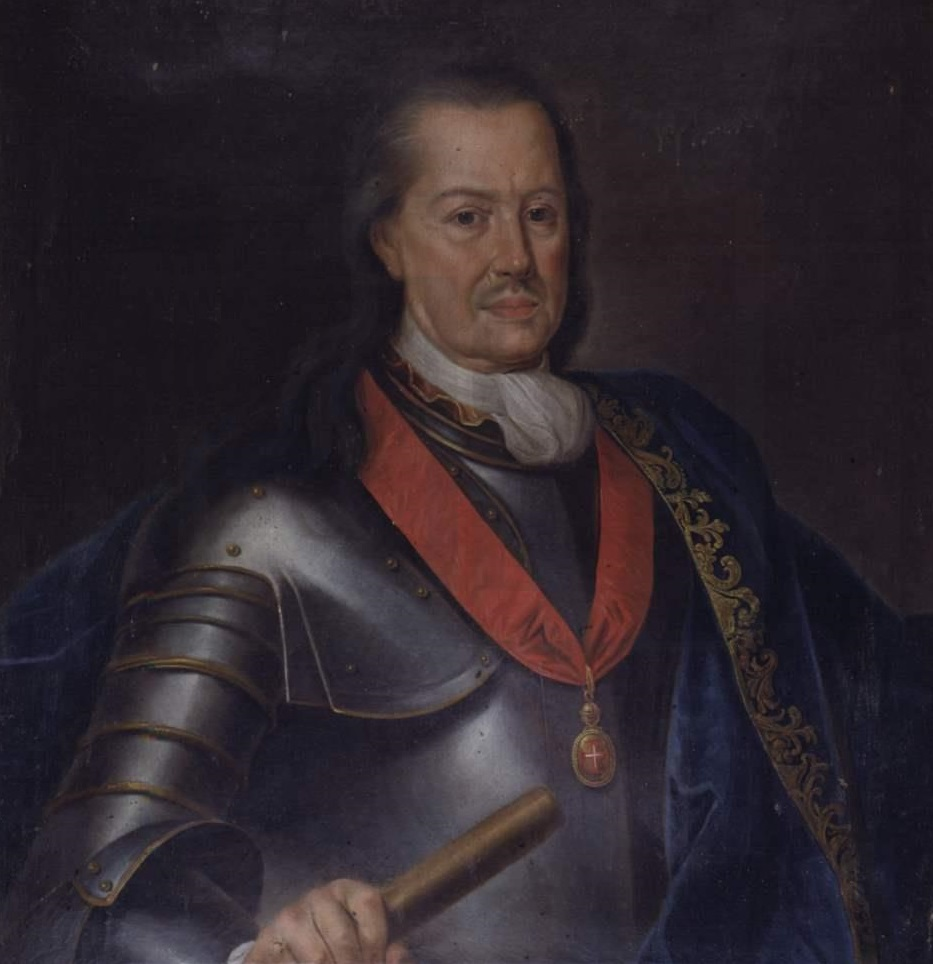
D. Nuno Álvares Pereira de Melo, 1.º Duque de Cadaval

Foi 1.º Duque (Ducado 1648-1682) D. Nuno Álvares Pereira de Melo (1638-1727), 4.º marquês de Ferreira (título anterior a 1534) e 5.º conde de Tentúgal (título criado em 1504), filho de D. Francisco de Melo, 3.º marquês de Ferreira e 4.º conde de Tentúgal, e de D. Joana Pimentel. Era Senhor das Vilas de Cadaval, Vila Nova de Anços, Alvaiázere, Rabaçal, Arega, Buarcos, Anobra, Carapito, Mortágua, Penacova, Vilalva, Vila Ruiva, Albergaria, Água de Peixes, Peral, Cercal, Póvoa de Santa Cristina, Tentúgal, Muge, Noudar, Barrancos, entre outras; era alcaide-mor das vilas e castelos de Olivença e Alvor; e comendador de Santo Isidoro, Vila do Eixo, Santo André de Morais, Santa Maria de Marmeleiro, São Mateus e Sardoal, da Ordem de Cristo; Grândola, da Ordem de Santiago e Noudar, da Ordem de Avis. Pertenceu aos Conselhos de Estado e da Guerra (nos reinados de D. Afonso VI, D. Pedro II e D. João V), ao despacho das mercês e expediente, tendo sido Mestre-de-Campo General da Corte e Província da Estremadura junto à pessoa do Rei, entre vários outros cargos. Participou na Guerra da Restauração como comandante de tropas em campanha.
D. Nuno Álvares Pereira de Melo cedeu o Ducado a favor do filho herdeiro em 1682, pedindo a renovação do título a D. Afonso VI. Foi assim 2.º Duque (Ducado 1682-1700) D. Luís Ambrósio de Melo (1679-1700), que faleceu sem descendência. Sucedeu-lhe na Casa como 3.º Duque (Ducado 1701-1749) seu irmão D. Jaime Álvares Pereira de Melo (1684-1749), tendo sido Estribeiro-Mor de D. Pedro II e de D. João V, Membro dos Conselhos de Estado e da Guerra e Presidente da Mesa da Consciência e Ordens. 
Sucedeu-lhe como quarto duque (Ducado 1749-1771) D. Nuno Caetano Álvares Pereira de Melo (1741-1771), a quem sucedeu como quinto duque (Ducado 1771-1808) D. Miguel Caetano Álvares Pereira de Melo (1765-1808), que seguiu com a Família Real para o Brasil, onde faleceu. Um ano antes da sua morte, em 1807, ainda em Mafra, o Príncipe-Regente D. João (futuro D. João VI), em atenção à pessoa do Duque de Cadaval, fez mercê a seu filho, D. Nuno Caetano Álvares Pereira de Melo, do mesmo título em sua vida. Nuno Caetano Álvares Pereira de Melo foi o sexto e último duque de Cadaval, uma vez que com a sua morte em Paris, a 14 de Fevereiro de 1837, e não tendo sido renovada a sucessão nos seus descendentes, o título foi extinto, segundo a regra geral.

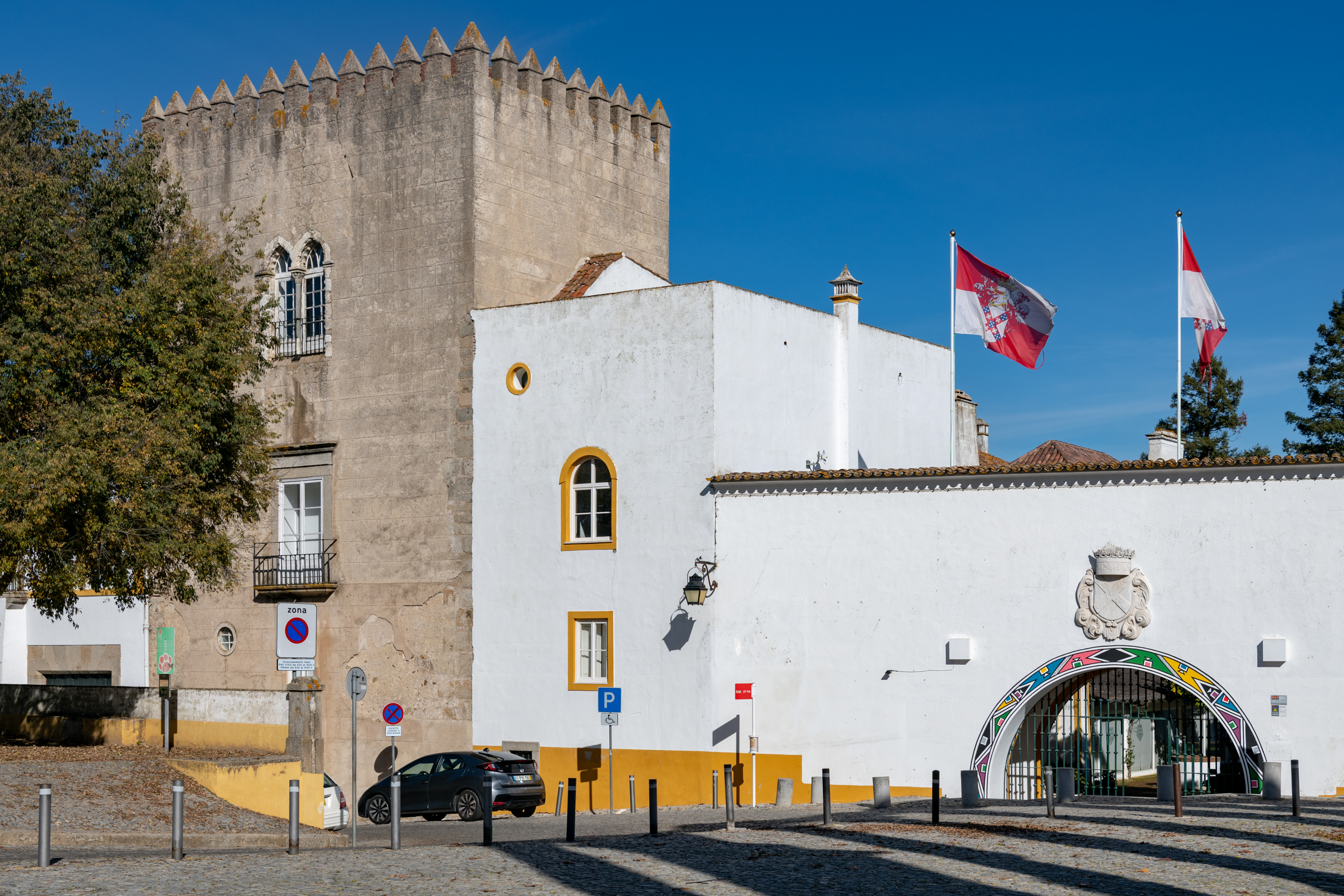
Palácio dos Duques de Cadaval, em Évora

Apesar disso, a obra "Nobreza de Portugal e do Brasil", coordenada por Afonso Zúquete, publicação de cunho notadamente miguelista, aponta um sétimo e um oitavo duques, realçando no entanto que nunca usaram deste título, nem dele jamais obtiveram carta ou confirmação junto do regime constitucional. A mesma obra cita ainda um nono duque que usou o título, autorizado por Miguel Januário de Bragança.
Nuno Caetano Álvares Pereira de Melo regressou do Brasil em 1816, tendo sido nomeado por D. Pedro IV (enquanto Regente de D. Maria II) Presidente da Câmara dos Pares; apoiou D. Miguel I durante a Guerra Civil e após a Convenção de Évora-Monte emigrou para Inglaterra e depois para Paris; casou com D. Maria Domingas de Bragança Sousa e Ligne, filha do 2.º duque de Lafões. A sua filha D. Maria da Piedade Caetano Álvares Pereira Melo (1827-?) nunca usou os títulos nem deles se encartou, por não reconhecer a dinastia constitucional; manteve a varonia da Casa de Cadaval ao casar em Paris em 1843 com o seu tio paterno D. Jaime Caetano Álvares Pereira de Melo, de quem teve dois filhos gémeos, D. Nuno Caetano e D. Jaime Caetano. Morrendo D. Nuno prematuramente, passou a sucessão da casa a D. Jaime Caetano Álvares Pereira de Melo (1844-1913). A representação do título continuou em seu filho D. Nuno Maria José Caetano Álvares Pereira de Melo (1888-1935); alistou-se em França no Corpo Expedicionário Português e combateu junto com as tropas portuguesas durante a Primeira Guerra Mundial; casou com D. Diana de Gramont de Coigny. Foi com D. Jaime Álvares Pereira de Melo (1913-2001), que a família Cadaval regressou a Portugal. Sucedeu-lhe na representação do ducado a sua filha D. Diana Álvares Pereira de Melo. 

## Duques de Cadaval (1648)
Título criado pelo Rei D. João IV por Decreto de 26 de Abril e Carta de 18 de Julho de 1648 em favor de D. Nuno Álvares Pereira de Melo, 4.º marquês de Ferreira e 5.º conde de Tentúgal.

### Titulares
1. D. Nuno Álvares Pereira de Melo (1638–1727), 4.º marquês de Ferreira e 5.º conde de Tentúgal; casou com D. Maria Angélica Henriqueta de Lorena
2. D. Luís Ambrósio Álvares Pereira de Melo (1679–1700)
3. D. Jaime Álvares Pereira de Melo (1684–1749), 5.º marquês de Ferreira e 6.º conde de Tentúgal
4. D. Nuno Caetano Álvares Pereira de Melo (1741–1771), 6.º marquês de Ferreira e 7.º conde de Tentúgal
5. D. Miguel Caetano Álvares Pereira de Melo (1765–1808), 7.º marquês de Ferreira e 8.º conde de Tentúgal
6. D. Nuno Caetano Álvares Pereira de Melo (1799–1837), 8.º marquês de Ferreira e 9.º conde de Tentúgal; casou com D. Maria Domingas Francisca de Bragança de Sousa e Ligne, filha de D. João Carlos de Bragança, 2.º duque de Lafões e D. Henriqueta Júlia Lorena e Meneses
7. D. Maria da Piedade Caetano Álvares Pereira Melo (1827-1898), 7.ª duquesa de Cadaval
8. D. Jaime Caetano Álvares Pereira de Melo (1844-1913), 8.º duque de Cadaval
9. D. Nuno Maria José Caetano Álvares Pereira de Melo (1888-1935), 9.º duque de Cadaval
10. D. Jaime Álvares Pereira de Melo (1913-2001), 10.º duque de Cadaval
11. D. Diana Álvares Pereira de Melo (n. 1978), 11.ª duquesa de Cadaval

### Armas
Armas: as da Sereníssima Casa de Bragança, uma aspa de vermelho em campo de prata, carregada com as cinco quinas de Portugal, e para diferença alternadas com quatro cruzes de prata florenciadas e vazias de vermelho, em memória da ascendência do Condestável D. Nuno Álvares Pereira.